# 卡洛琳·林克
卡洛琳·林克（Caroline Link，1964年6月2日—），生于西德巴特瑙海姆，是一名德国女性电影导演和编剧，2001年作品《何处是我家》获得奥斯卡最佳外语片。

## 生平
她母亲是Jürgen，父亲是 Ilse Link。1986年至1990年她在慕尼黑影视学院(HFF)学习，后来成为一名助理导演和剧作者。早期的作品主要是一些短片，如 Bunte Blumen。她也是纪录片 Das Glück zum Anfassen (1989)的联合导演。并为侦探电视剧 Der Fahnder (The Investigators)写过两集的剧本。
1996年，卡洛琳·林克执导的首部电影长片《走出寂靜》 (Jenseits der Stille, 1996) 获得奥斯卡最佳外语片提名，引起世人关注。第二部电影《冰淇淋的滋味》 （Annaluise and Anton，1999)改编自埃利希·克斯特（Erich Kästner）所写的小说。第三部作品《何处是我家》 (Nirgendwo in Afrika, 2001)改编自斯蒂芬妮·茨威格所写的传记小说，并在肯尼亚取景拍摄，赢得了德国电影奖最佳影片、最佳导演和奥斯卡最佳外语片。

## 个人生活
卡洛琳的伴侣为电影导演 Dominik Graf，两人有一个生于2002年的女儿。

## 奖项
- 1996年：巴伐利亚电影节（Bayerischer Filmpreis）最佳新导演
- 1998年：巴伐利亚电影节（Best Young People's Film） 最年輕人獎[4]

## 影视作品
- Der Fahnder (1985) (TV Series)
- Bunte Blumen (1988)
- Glück zum Anfassen (1989)
- Sommertage (1990)
- Kalle der Träumer (1992) (TV)
- 走出寂靜/Jenseits der Stille (1996)
- 冰淇淋的滋味/Annaluise & Anton (1999)
- 何处是我家/Nowhere in Africa (2001)
- 一年之冬/Im Winter ein Jahr (2008)
- 馬拉喀什奇遇/Exit Marrakech (2013)